# Панамериканский чемпионат по дзюдо 2008
Панамериканский чемпионат по дзюдо 2008 года прошёл 8-9 мая в городе Майами (США). Чемпионат был 33-м по счёту и третьим, прошедшим под эгидой Панамериканской конфедерации дзюдо.

## Медалисты

### Мужчины
| Категория            | Золото                      | Серебро                        | Бронза                                                             |
| -------------------- | --------------------------- | ------------------------------ | ------------------------------------------------------------------ |
| до 55 кг             | Хирам Крус · Пуэрто-Рико    | Жульен Парадис · Канада        | Мартин Бустаманте · Аргентина Гарсиа, Джеффрид · Никарагуа         |
| до 60 кг             | Хавьер Гедес · Венесуэла    | Мигель Альбаррасин · Аргентина | Йосмани Пикер · Куба Теридж Уильям-Мюррей · США                    |
| до 66 кг             | Йорданис Аренсибиа · Куба   | Роберто Ибаньес · Эквадор      | Саша Мехмедович · Канада Хуан Хасинто · Доминиканская Республика   |
| до 73 кг             | Виктор Пеналбер · Бразилия  | Людвиг Ортис · Венесуэла       | Рональд Хиронес · Куба Николас Триттон · Канада                    |
| до 81 кг             | Гильерме де Луна · Бразилия | Трэвис Стивенс · США           | Оскар Карденас · Куба Ричард Леон · Венесуэла                      |
| до 90 кг             | Эдуардо Сантос · Бразилия   | Диего Росати · Аргентина       | Хорхе Бенавидес · Куба Александр Эмонд · Канада                    |
| до 100 кг            | Кейт Морган · Канада        | Эдуардо Коста · Аргентина      | Леонардо Лейте · Бразилия Орейдис Деспайне · Куба                  |
| свыше 100 кг         | Валтер Сантос · Бразилия    | Оскар Брайсон · Куба           | Албенис Росалес · Венесуэла Хосе Васкес · Доминиканская Республика |
| Абсолютная категория | Оскар Брайсон · Куба        | Валтер Сантос · Бразилия       | Пабло Карильо · Пуэрто-Рико Даниэль Маккормик · США                |

### Женщины
| Категория            | Золото                       | Серебро                     | Бронза                                                        |
| -------------------- | ---------------------------- | --------------------------- | ------------------------------------------------------------- |
| до 44 кг             | Тэйлор Ибера · США           | Ширли Гуэрреро · Колумбия   | —                                                             |
| до 48 кг             | Янет Акоста · Куба           | Даниэла Ползин · Бразилия   | Паула Парето · Аргентина Гленда Миранда · Эквадор             |
| до 52 кг             | Флор Веласкес · Венесуэла    | Эрика Миранда · Бразилия    | Мария Гарсиа · Доминиканская Республика Амината Салл · Канада |
| до 57 кг             | Валери Готэй · США           | Ядинис Амарис · Колумбия    | Юрислейди Лупетей · Куба Кетлейн Квадрус · Бразилия           |
| до 63 кг             | Дриулис Моралес · Куба       | Даниэлли Юри · Бразилия     | Ясис Баррето · Венесуэла Даниэла Круковер · Аргентина         |
| до 70 кг             | Майра Агиар · Бразилия       | Яленнис Рамирес · Куба      | Юри Альвеар · Колумбия Кэтрин Робердж · Канада                |
| до 78 кг             | Юрисел Лаборде · Куба        | Эдинанси Силва · Бразилия   | Лорена Брисено · Аргентина Мэрилис Левеск · Канада            |
| свыше 78 кг          | Идалис Ортис · Куба          | Джованна Бланко · Венесуэла | Ванесса Замботти · Мексика Мелисса Можика · Пуэрто-Рико       |
| Абсолютная категория | Мелисса Можика · Пуэрто-Рико | Присцила Маркес · Бразилия  | Кармен Чала · Эквадор Мави Мендоса · Мексика                  |

## Медальный зачёт
*   Принимающая страна (США)
| Место           | Страна                   | Золото | Серебро | Бронза | Всего |
| --------------- | ------------------------ | ------ | ------- | ------ | ----- |
| 1               | Куба                     | 6      | 2       | 6      | 14    |
| 2               | Бразилия                 | 5      | 6       | 2      | 13    |
| 3               | Венесуэла                | 2      | 2       | 3      | 7     |
| 4               | США*                     | 2      | 1       | 2      | 5     |
| 5               | Пуэрто-Рико              | 2      | 0       | 2      | 4     |
| 6               | Канада                   | 1      | 1       | 6      | 8     |
| 7               | Аргентина                | 0      | 3       | 4      | 7     |
| 8               | Колумбия                 | 0      | 2       | 1      | 3     |
| 9               | Эквадор                  | 0      | 1       | 2      | 3     |
| 10              | Доминиканская Республика | 0      | 0       | 3      | 3     |
| 11              | Мексика                  | 0      | 0       | 2      | 2     |
| 12              | Никарагуа                | 0      | 0       | 1      | 1     |
| Всего стран: 12 | Всего стран: 12          | 18     | 18      | 34     | 70    |